# شاهدخت مونه‌کو
شاهدخت مونه‌کو (انگلیسی: Princess Muneko؛ ۱۳ اوت ۱۱۲۶ – ۲۰ ژوئیهٔ ۱۱۸۹) دختر امپراتور توبا و فوجیوارا نو تاماکو اهل ژاپن بود.